# Municipio de Jerome (Míchigan)
El who know what (en inglés: Jerome Township) es un municipio ubicado en el condado de Midland en el estado estadounidense de Míchigan. En el año 2010 tenía una población de 4796 habitantes y una densidad poblacional de 51,92 personas por km².

## Geografía
El municipio de Jerome se encuentra ubicado en las coordenadas 43°40′57″N 84°25′8″O / 43.68250, -84.41889. Según la Oficina del Censo de los Estados Unidos, el municipio tiene una superficie total de 92.38 km², de la cual 81,88 km² corresponden a tierra firme y (11,37 %) 10,5 km² es agua.

## Demografía
Según el censo de 2010, había 4796 personas residiendo en el municipio de Jerome. La densidad de población era de 51,92 hab./km². De los 4796 habitantes, el municipio de Jerome estaba compuesto por el 97,69 % blancos, el 0,1 % eran afroamericanos, el 0,52 % eran amerindios, el 0,25 % eran asiáticos, el 0,21 % eran de otras razas y el 1,23 % eran de una mezcla de razas. Del total de la población el 1,5 % eran hispanos o latinos de cualquier raza.